# Archipiélago Bakú
Archipiélago Bakú (en azerí: Bakı arxipelaqı)  es un grupo de islas de la costa cerca de Bakú, Azerbaiyán. Las aguas que rodean las islas son poco profundas. El archipiélago se compone de diversas islas, y bancos de arena, además de tamaño pequeño. Se localiza en las coordenadas geográficas 40°17′00″N 49°58′00″E / 40.28333, 49.96667
- Islas situadas en la bahía de Bakú:
  - Böyük Zirə o Nargin
  - Daş Zirə o Vulf
  - Kiçik Zirə, Qum o la Isla de Arena
- Islas situadas fuera del grupo principal:
  - Səngi Muğan
  - Zenbil
  - Chikil
  - Qara Su
  - Xərə Zirə
  - Daşlı ada
  - Gil
  - Kür Daşı